# PSIM
PSIM (от англ. Physical security information management — «управление информацией о физической безопасности») — категория программного обеспечения, предоставляющая аппаратно-программный комплекс для интеграции нескольких несвязанных между собой приложений и устройств безопасности и управления ими через единый пользовательский интерфейс. Как правило, создаётся разработчиками связующего программного обеспечения. Такое ПО аккумулирует и коррелирует события от существующих несопоставимых устройств безопасности и информационных систем (видеонаблюдение, контроль доступа, датчики, видеоаналитика, сети хранения данных и другие сети, системы здания и т. д.), чтобы дать персоналу возможность идентифицировать и проактивно влиять на сложившиеся ситуации. Интеграция PSIM обеспечивает многочисленные организационные преимущества, включая усиление контроля, повышение осведомленности о ситуации и предоставление управленческой отчётности.
Согласно отчёту Transparency Market Research, в период с 2016 по 2024 год рынок PSIM будет расти на 18,7 % в год. В результате, рынок, оцененный в 823,1 млн долларов США в 2015 году, вырастет до 3832,6 млн долларов США к 2024 году. Использование PSIM-систем в обслуживании городов позволяет ежегодно на 2-3 % снизить количество преступлений, на 20 % повысить эффективность работы правоохранительных органов и спасателей, а также на 30 % повысить раскрываемость правонарушений разного уровня.
Ключевой причиной широкого распространения технологии стала её способность ликвидировать разрыв между функциями безопасности и информационными технологиями в организациях. Приложения и устройства безопасности до недавнего времени были доступны только на проприетарных условиях, что снижало возможность использования нескольких поставщиков и создавало блокировку ценовых стратегий поставщиков. Это противоречит IT-стандартам, где принцип «подключи и работай» позволяет расширить выбор аппаратного обеспечения и помогает сократить расходы на аппаратное обеспечение. PSIM обеспечивает большую степень такой функциональной совместимости.

## Ключевые характеристики
Комплексная система PSIM характеризуется шестью ключевыми возможностями:
1. Сбор данных. Независимое программное обеспечение для управления устройствами собирает данные с любого количества разрозненных устройств или систем безопасности.
2. Анализ данных. Система анализирует и коррелирует данные, события и сигналы тревоги, чтобы определить реальные ситуации и их приоритет.
3. Проверка данных. Программное обеспечение PSIM представляет соответствующую информацию о ситуации в быстром и легко усваиваемом формате, позволяющем оператору системы проверить ситуацию.
4. Решение. Система предоставляет пошаговые инструкции, основанные на передовой практике и политике структуры-пользователя, а также инструменты для решения ситуации.
5. Отчетность. Программное обеспечение PSIM отслеживает всю информацию и шаги, необходимые для составления отчетов о соблюдении требований, обучения и дальнейшего углубленного анализа.
6. Аудиторский след. PSIM отслеживает, как каждый оператор взаимодействует с системой, отслеживает любые ручные изменения в системах безопасности и рассчитывает время реакции для каждого события.

## Интеграция на основе PSIM
Ключевым отличием PSIM-интеграции от других форм интеграции систем физической безопасности является способность PSIM-платформы подключать системы на уровне данных, в отличие от других форм интеграции, которые взаимодействуют с ограниченным количеством продуктов. PSIM позволяет использовать открытые технологии, совместимые с большим количеством производителей. Эти продукты PSIM предлагают больше возможностей для расширения и могут снизить затраты на внедрение за счёт более широкого использования существующего оборудования. Решения PSIM в целом развертываются для централизации информации в одном или нескольких узлах управления. Их называют диспетчерскими или центрами управления. Соединение с другими технологиями является важной особенностью любого базового PSIM, так же как и возможность интеграции с открытыми промышленными стандартами, такими как PSIA, ONVIF, ODBC и т. д.
Как правило, интегрированные в PSIM-платформу системы безопасности включают в себя:
- Системы контроля и управления доступом;
- автоматизированные барьеры и турникеты;
- Системы управления зданием (такие, например, как ОВИК);
- CCTV-системы;
- компьютерные диспетчерские системы;
- противокражные системы;
- детекторы огня и дыма;
- ГИС;
- домофоны и IP-телефоны;
- системы обнаружения вторжений;
- системы управления освещением;
- Система обнаружения вторжений по периметру и PSR[англ.];
- системы мониторинга питания;
- охранные системы;
- Видеоаналитика;
- видеостены.

## Управление PSIM-платформой
PSIM-платформа управляет всеми данными, производимыми различными приложениями безопасности (там, где это позволяют API или SDK разработчиков приложений), и агрегируют их для получения значимого интеллекта. Это, в свою очередь, преобразуется в создание графического контента для управления ситуацией, объединяющего соответствующие визуальные данные, рабочий процесс, основанный на экранном руководстве и автоматизированные задачи (также называемый общим операционным интерфейсом). Он используется для управления событиями и повседневных операций по обеспечению безопасности. Некоторые из более продвинутых продуктов PSIM предлагают динамическое руководство, которое может быть изменено в зависимости от уровня воспринимаемой угрозы. Такой уровень угрозы регулируется внешней или внутренней информацией, например, о количестве попыток взлома. Уровень динамического управления также зависит от уровня интеграции с API или SDK любого производителя.

## Применение
PSIM применяется в широком спектре отраслей промышленности и государственного сектора по всему миру. Это частные предприятия, госбезопасность, сфера образования, ТЭК, здравоохранение, оборонный комплекс, промышленность и производство, ритейл, АПК «Безопасный город» и «Умный город» и другие.
PSIM используют Нижне-Бурейская ГЭС, завод «Атоммаш», Бийская ТЭЦ, Белоярская АЭС, Волжская ГЭС, полицейское управление Атланты (Центр интеграции видеоизображений операции «Щит»), британская транспортная полиция, программа видеонаблюдения CitiWatch города Балтимора, департамент полиции Вентуры, управление метрополитена Вашингтона (WMATA) и другие структуры.

## Отраслевые органы
- Open Network Video Interface Forum (ONVIF): открытый отраслевой форум для разработки глобального стандарта интерфейса продуктов физической безопасности на базе IP.
- Альянс по функциональной совместимости в области физической безопасности (PSIA[англ.]), глобальный консорциум производителей и системных интеграторов в области физической безопасности, занимающийся продвижением функциональной совместимости устройств безопасности, основанных на IP-технологии.
- Security Industry Association (SIA), или Ассоциация индустрии безопасности, торговая ассоциация поставщиков электронных и физических решений для обеспечения безопасности
- OPC Foundation: стандарт совместимости для безопасного и надежного обмена данными.
- SIP-форум: продвижение внедрения продуктов и услуг на основе протокола установления сеанса.
- BACnet, протокол передачи данных для сетей автоматизации и управления зданиями.